# Heemsteedseweg
De Heemsteedseweg is een weg in de Nederlandse plaats Houten. Heemstede was vroeger een buitenplaats van Houten waar deze weg zijn naam aan te danken heeft en die al dateert van rond de 13e eeuw. Deze weg ligt in de provincie Utrecht aan de grens van Houten en Nieuwegein. Aan de Heemsteedseweg liggen een aantal monumentale boerderijen alsook het kasteel Heemstede.
De Heemsteedseweg loopt vanaf het kruispunt van de Utrechtseweg (N409), Houtenseweg (N409) en de Koppeldijk tot aan de Rondweg en de Daalderslag waar hij in overgaat. Een gedeelte van de Heemsteedseweg ligt aan het Amsterdam-Rijnkanaal waar ook de A27 overheen gaat.

## Trivia
Aan de Heemsteedseweg ligt de Nieuwegeinse Golfclub.

## Fotogalerij

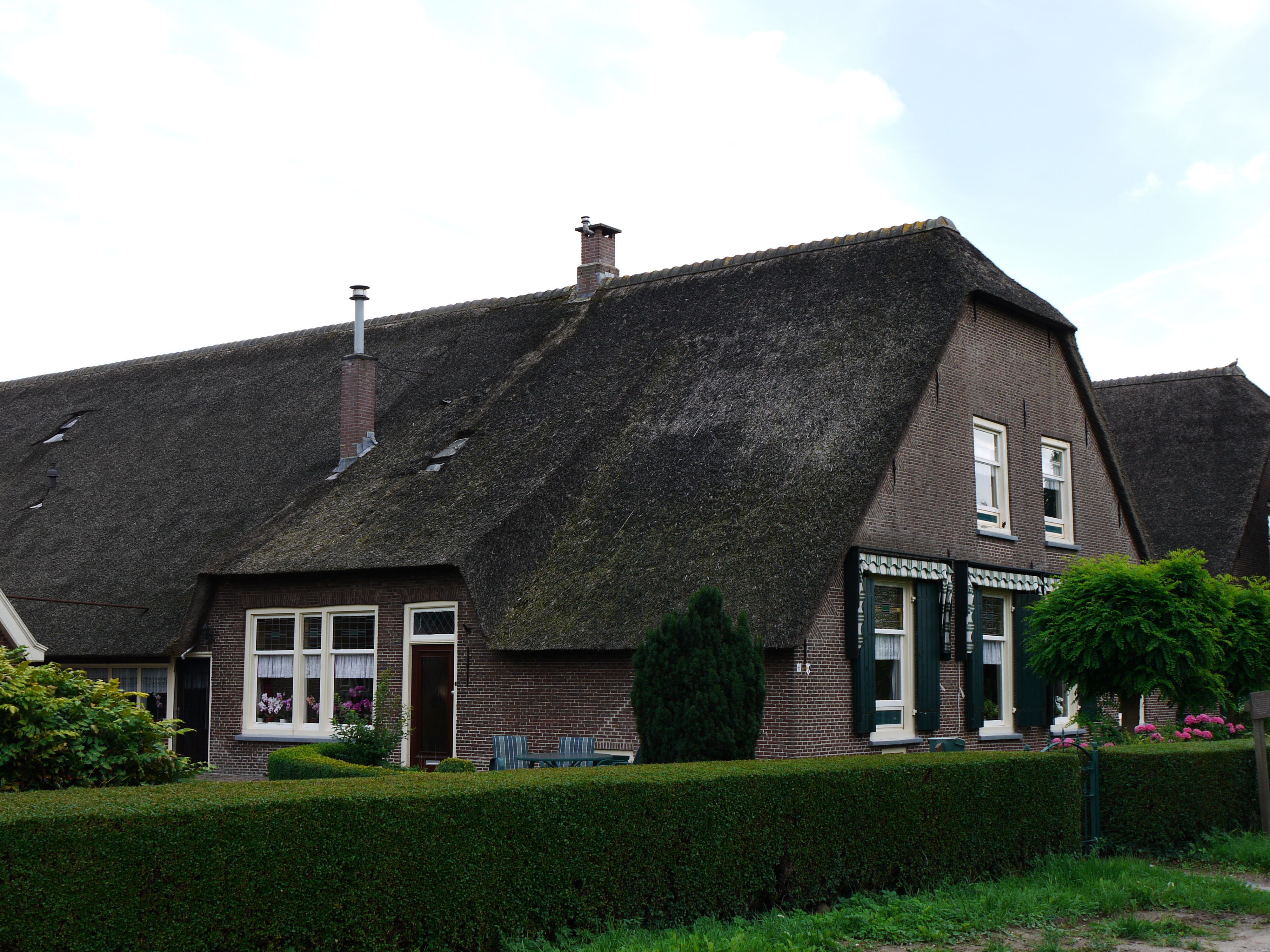
De Viersprong (rijksmonumentale boerderij) Heemsteedseweg 6 te Houten
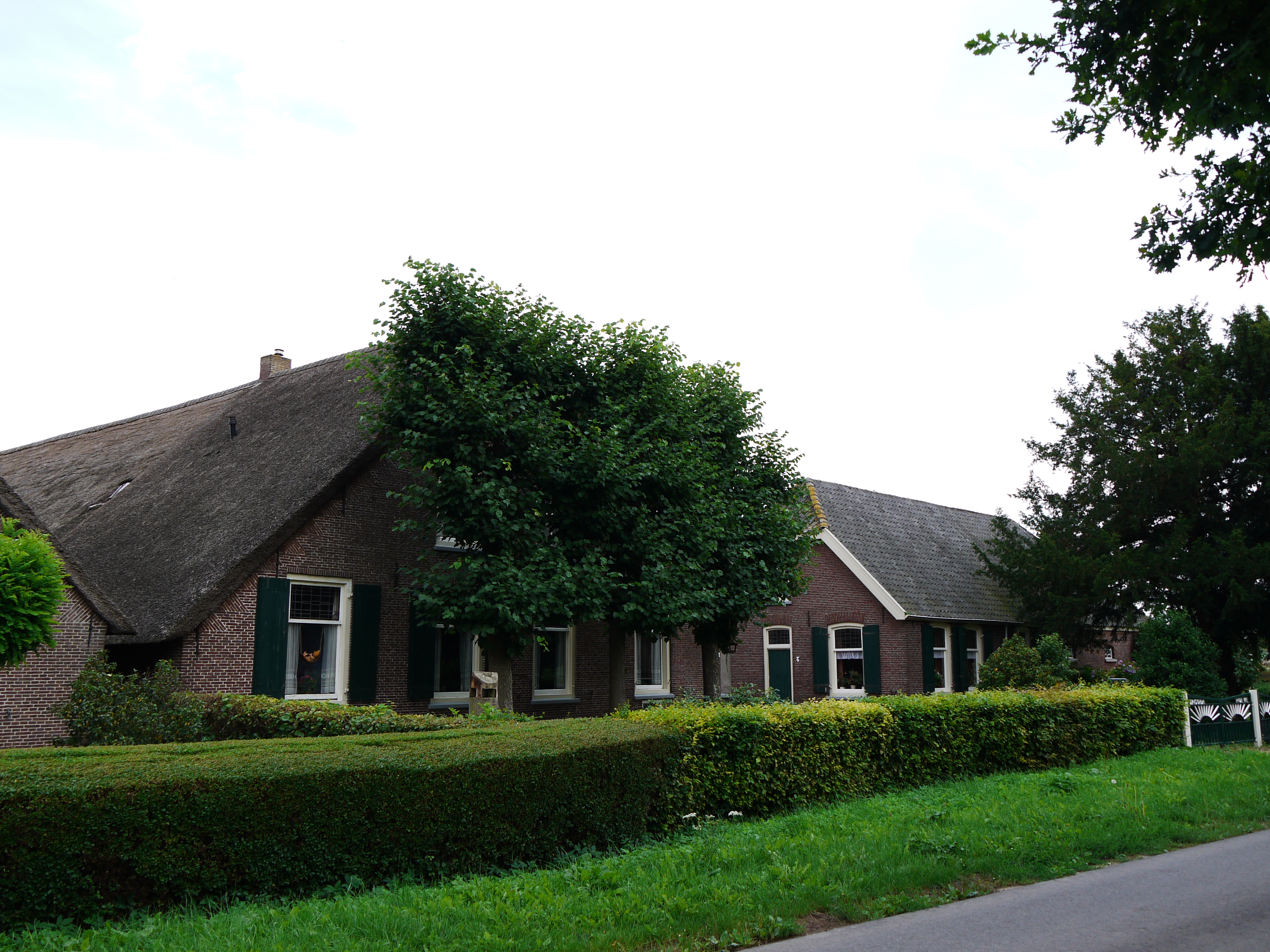
Jacobahoeve (rijksmonumentale boerderij)[4] Heemsteedseweg 8 te Houten
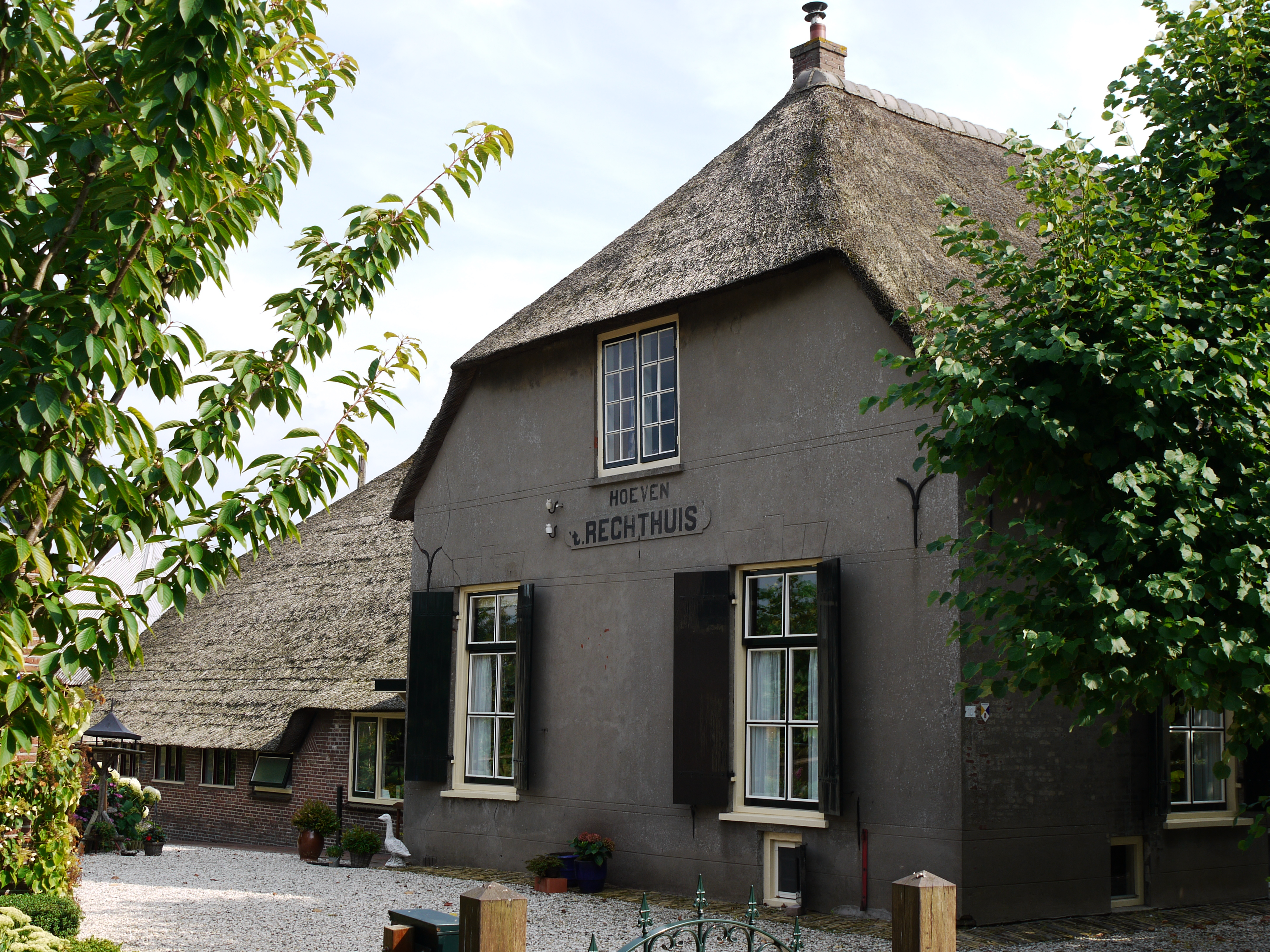
TRechthuis (rijksmonumentale boerderij)[5] Heemsteedseweg 10 te Houten
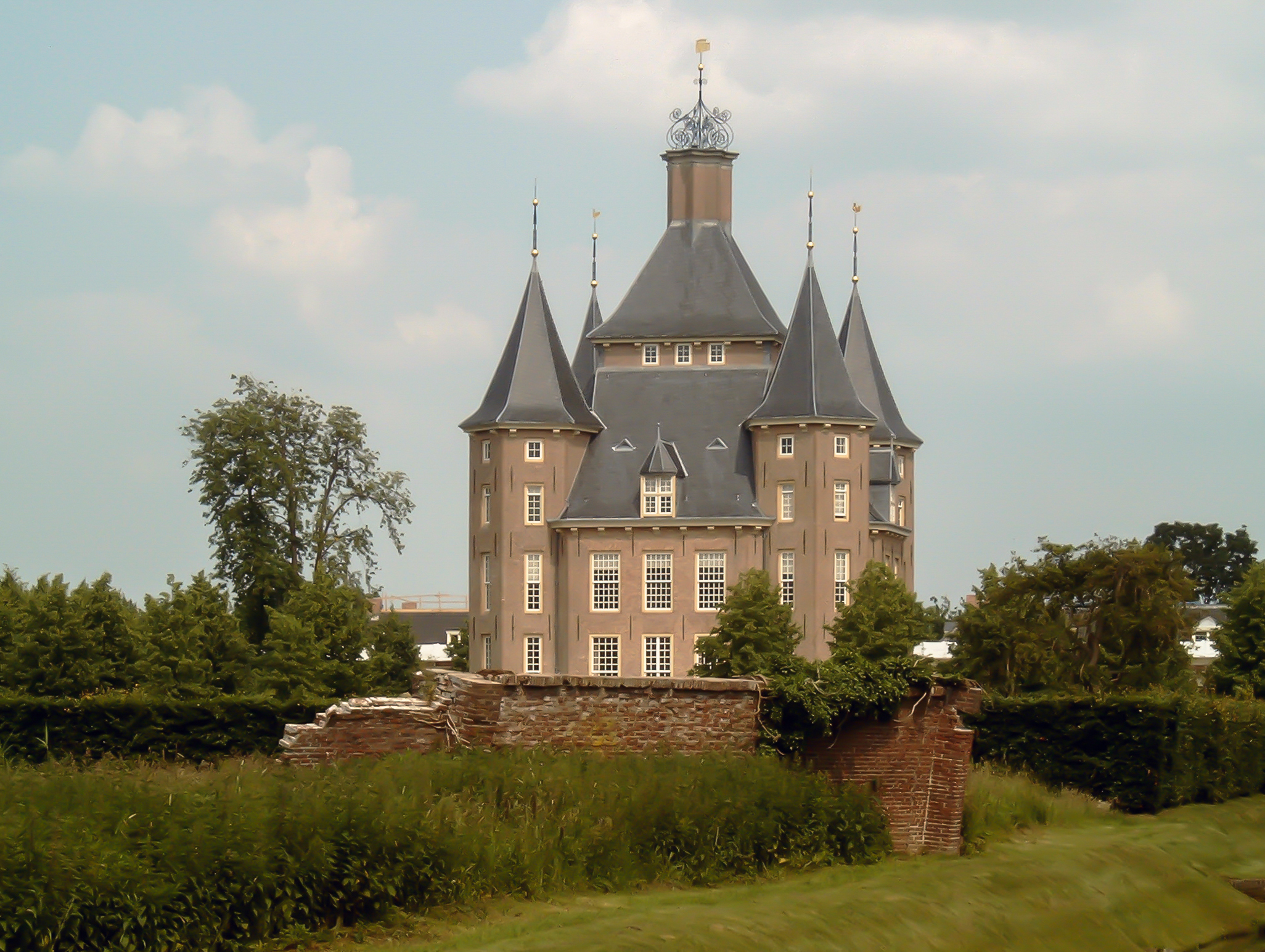
Kasteel Heemstede (rijksmonument) aan de Heemsteedseweg 20 te Houten

Beusichemseweg ·
Burgemeester Wallerweg ·
De Poort ·
Heemsteedseweg ·
Herenweg ·
Houtensewetering ·
Koningin Julianastraat ·
Loerikseweg ·
Lupine-oord ·
Notengaarde ·
Oud Wulfseweg ·
Plein ·
Prins Bernhardweg ·
Staatsspoor ·
Stationserf ·
Tiellandtspad ·
Vlierweg ·
Weteringhout